# Mount Craven
Mount Craven ist ein 1500 m hoher Berg im ostantarktischen Viktorialand. Im nördlichen Teil der Everett Range in den Concord Mountains ragt er 6 km nördlich des Cantrell Peak auf der Südseite des Ebbe-Gletschers auf.
Der United States Geological Survey (USGS) kartierte ihn anhand eigener Vermessungen und Luftaufnahmen der United States Navy aus den Jahren von 1960 bis 1963. Das Advisory Committee on Antarctic Names benannte ihn 1964 nach Lieutenant Commander Alexander T. Craven, Pilot einer Douglas C-47 Skytrain R4D zur Unterstützung der Vermessungsarbeiten des USGS in diesem Gebiet zwischen 1963 und 1964.